# Psychoda hastata
Psychoda hastata är en tvåvingeart som beskrevs av Quate 1967. Psychoda hastata ingår i släktet Psychoda och familjen fjärilsmyggor. Inga underarter finns listade i Catalogue of Life.